# Amphimallon scutellaris
Amphimallon scutellaris är en skalbaggsart som beskrevs av Lucas 1846. Amphimallon scutellaris ingår i släktet Amphimallon och familjen Melolonthidae. Inga underarter finns listade i Catalogue of Life.